# Tatiana (voleibolista)
 Tatiana Vieira Rodrigues (Teresina, 21 de janeiro de 1973) é uma ex-voleibolista indoor brasileira, atuante na posição  de Central com vasta experiência em clubes nacionais e internacionais e serviu as categorias de base da Seleção Brasileira, quando disputou o Campeonato Mundial Juvenil de 1993 no Brasil  e na seleção principal foi medalhista de prata no Grand Prix de 1999.Em clubes foi bicampeã sul-americana de clubes em 1997 e 1998 e bronze no extinto Torneio Internacional Salonpas Cup em 2006.

## Carreira
Aos 14 anos de idade foi  revelada  para o voleibol ainda quando estudava no Colégio Sagrado Coração de Jesus, ensino privado em sua terra  natal,  e aos 16 anos passou a residir em Brasília com seus avós, então surgiram oportunidades no voleibol de  São Paulo, Minas Gerais, Rio de Janeiro.
Foi campeã na categoria juvenil do Campeonato Brasileiro de Seleções de 1988 da segunda divisão pela Seleção Piauiense, já no ano seguinte conquistou o bicampeonato nesta competição, desta vez da primeira divisão e representando a Seleção do Distrito Federal e neste mesmo ano também conquistou o título brasileiro na categoria infanto-juvenil, primeira divisão, também pelo Distrito Federal
Em 1993 foi convocada para representar a Seleção Brasileira  na categoria juvenil e por esta disputou o Campeonato Mundial Juvenil sediado nas cidades brasileiras: Campinas e Brasília, Tatiana e suas companheiras da equipe brasileira mesmo sendo anfitriãs não se classificaram para as finais, encerrando no sétimo lugar.
Tatiana jogou as temporadas 1994-95 e 1995-96 pelo São Caetano/Cepacol alcançando um oitavo lugar na Superliga Brasileira A 1994-95 e o sexto lugar na edição seguinte.
Transferiu-se para o extinto clube  Leites Nestlé para competir a jornada esportiva 1996-97 e sagrando-se campeã da Copa Sul de 1996, além do título da Superliga Brasileira A 1996-97. Obteve o bicampeonato da Copa Sul em 1997 e no mesmo ano o ouro no Campeonato Sul-Americano de Clubes e o bicampeonato em 1998 em Medellín-Colômbia e sagrou-se vice-campeã da Superliga 1997-98.Em sua última temporada por este clube  foi bronze na Superliga Brasileira A 1998-99.
Já serviu as categorias de base da Seleção Brasileira, mas foi convocada para seleção principal em 1999 para os treinamentos visando as competições desta temporada Grand Prix e Copa do Mundo	 vestindo a camisa#13.Disputou a primeira fase do Grand Prix e conquistou a medalha de prata nesta edição.
Após encerramento do time anterior, jogou pelo Flamengo na temporada 1999-00 e foi campeã carioca de 1999 e o quinto lugar na Superliga Brasileira A 1999-00.Renovou contrato para temporada seguinte e foi bicampeã carioca em 2000 campeã da Supercopa dos Campeões no mesmo ano, além do bicampeonato na Superliga Brasileira A 2000-01.
Assinou contrato  para temporada 2001-02 com o Macaé/Nuceng encerrando na quinta posição na Superliga Brasileira correspondente.Defendeu o Pinheiros no Campeonato Paulista de 2002 e na Superliga Brasileira A terminou novamente em quinto lugar.
Pela primeira vez atuou no voleibol estrangeiro, defendendo a equipe espanhola da Universidad de Burgos  e na Superliga A Espanhola encerrou em sexto lugar e disputou ainda nesta jornada  edição da Copa CEV.Também atuou no voleibol alemão  e representou a USC Braunschweig e foi décimo lugar na Bundesliga A 2004-05.
Retornou na temporada 2005-06 para o Flamengo/Campos quando disputou o Campeonato Carioca  e encerrou na oitava colocação na Superliga Brasileira A, competindo com a parceria do Governo do Estado do Rio de Janeiro e sob o comando do técnico Sérgio Negrão[carece de fontes?].Jogou pelo Cimed/Macaé exclusivamente para reforçá-lo no extinto Torneio Internacional do  Salonpas Cup 2006 sediado em São Paulo, onde contribui para o clube conquistar a inédita medalha de bronze.
Optou pela proposta do voleibol italiano no período esportivo 2006-07 teve uma passagem pelo Tena Volley Santeramo e terminou na décima posição da correspondente Liga A1 Italiana e avançou até as quartas de final da Copa A1 Italiana e depois voltou atuar no Brasil quando a equipe  Teuto /AABB /Goiânia disputaria a Superliga Brasileira A 2007-08, mas o clube foi  desqualificado de disputar a competição, mas recebeu uma proposta de atuar novamente na Espanha,  Hotel Cantur Las Palmas encerrando na oitava posição na Superliga A Espanhola 2007-08 disputou a Copa CEV e avançou por esta equipe as quartas de final da  Copa da Rainha de 2008.
Dedicou 16 anos de sua vida ao voleibol, o clube que mais serviu foi o Clube de Regatas do Flamengo. Atualmente reside em Brasília , e aposentada por conta de lesões nos dois joelhos, retornou em 2011 a sua terra natal conheceu o Projeto Olimpiauí e declarou apoio onde ela começou a carreira.

## Títulos e Resultados
- 2007-08- 8º lugar da Superliga A Espanhola[23]
- 2006-07- 10º lugar da Liga A1 Italiana[20]
- 2005-06- 8º lugar da Superliga Brasileira A [5]
- 2004-05- 10º lugar da Bundesliga A[17]
- 2003-04- 6º lugar da Superliga A Espanhola[15]
- 2002-03- 5º lugar da Superliga Brasileira A [5]
- 2001-02- 5º lugar da Superliga Brasileira A [5]
- 2000-01- Campeã da Superliga Brasileira A[5]
- 2000-Campeã da Supercopa de Clubes Campeões[2]
- 2000-Campeã do  Campeonato Carioca [10]
- 1999-00- 5º lugar da Superliga Brasileira A[5]
- 1999-Campeã do  Campeonato Carioca [10]
- 1998-99- 3º lugar da Superliga Brasileira A[5]
- 1997-98- Vice-campeã da Superliga Brasileira A[5]
- 1997-Campeã da Copa Sul[2]
- 1996-97- Campeã da Superliga Brasileira A[5]
- 1996-Campeã da Copa Sul[2]
- 1995-96- 6º lugar da Superliga Brasileira A[5]
- 1994-95- 8º lugar da Superliga Brasileira A[5]
- 1993-7º lugar do Campeonato Mundial Juvenil (Campinas & Brasília,  Brasil)[3]
- 1989-Campeã do Campeonato Brasileiro de Seleções Infanto-Juvenil[2]
- 1989-Campeã do Campeonato Brasileiro de Seleções Juvenil (1ª Divisão)[2]
- 1988-Campeã do Campeonato Brasileiro de Seleções Juvenil (2ª Divisão)[2]

## Ligações Externas
- Perfil Tatiana Vieira Rodrigues (it)